# Ronald Ketjijere
Ronald Himeekua Stigga Ketjijere, noto semplicemente come Ronald Ketjijere (Okakarara, 12 dicembre 1987), è un calciatore namibiano, centrocampista dell'African Stars e della nazionale namibiana.

## Carriera

### Nazionale
Nel 2019 viene convocato con la nazionale namibiana per la Coppa d'Africa.